# Oglasa umbrosa
Oglasa umbrosa är en fjärilsart som beskrevs av Alfred Ernest Wileman 1916. Oglasa umbrosa ingår i släktet Oglasa och familjen nattflyn. Inga underarter finns listade i Catalogue of Life.